# 마키라둥근잎박쥐
마키라둥근잎박쥐(Hipposideros demissus)는 잎코박쥐과에 속하는 박쥐의 일종이다. 솔로몬 제도 마키라섬의 토착종이다.

## 특징
몸길이가 64.8~70.3mm인 보통 크기의 박쥐로 전완장은 64~67.6mm이고 꼬리 길이는 34.1~42.6mm이다. 귀 길이는 20.6~24.5mm이고 몸무게는 최대 27g이다.

## 생태
동굴 안에서 큰 무리를 지어 생활한다. 새끼를 함께 기르는 대규모의 보육 집단을 구성한다. 먹이는 곤충이다.

## 분포 및 서식지
솔로몬 제도 마키라섬의 5군데 지역에서만 알려져 있다.